# Puos d’Alpago
Puos d’Alpago ist ein Ort und eine ehemalige italienische Gemeinde (comune) mit 2483 Einwohnern (Stand 31. Dezember 2015) in der Provinz Belluno in Venetien. Die Gemeinde Puos d’Alpago schloss sich mit Farra d’Alpago und Pieve d’Alpago am 23. Februar 2016 zur neuen Gemeinde Alpago zusammen. Der Ort liegt etwa 13 Kilometer ostnordöstlich von Belluno am Lago di Santa Croce.